# Sandra Annenberg
Sandra Annenberg (San Paolo, 5 giugno 1968) è una giornalista, conduttrice televisiva e attrice brasiliana, diventata una delle più popolari telegiornaliste in Brasile del primo ventennio del XXI secolo dopo aver raggiunto la fama recitando in telenovelas e miniserie.

## Biografia
Sandra è figlia di Alexandre Annenberg Neto, ingegnere elettronico, e di Débora Takser, produttrice televisiva, ed è sorella del politico Daniel Annenberg. Di religione ebraica, discende da polacchi per parte di madre e da russi e rumeni per parte di padre.
Dai 7 ai 15 anni Sandra Annenberg è apparsa in una cinquantina di spot televisivi. Nel 1982, ancora quattordicenne, è stata reporter in un programma televisivo diretto da Fernando Meirelles, dove intervistava perlopiù persone giovani, sul tema della sessualità.
Dopo diverse conduzioni televisive, nel 1984 Sandra ha intrapreso la strada della recitazione. Ha lavorato in serie tv fino al 1991, talora accreditata Sandra Annemberg. Nella telenovela L'amore vero non si compra è anche stata attrice protagonista, svolgendo il ruolo di un'attivista operaia.
Successivamente Sandra Annenberg è diventata giornalista professionista: laureata presso il Centro Universitário das Faculdades Metropolitanas Unidas, è a tutt'oggi uno dei nomi di punta di TV Globo, conduttrice di notiziari e di programmi contenitore. Ha dato l'annuncio della morte di Ayrton Senna, ha seguito le Olimpiadi di Atlanta e si è occupata della tragedia del sottomarino russo K-141 Kursk. Nei primi anni 2000 è stata corrispondente da Londra e da New York: qui ha documentato gli attentati del 2001 negli USA (World Trade Center, Pentagono). Ha poi seguito l'elezione di Papa Benedetto XVI e quella di Papa Francesco. Ha anche commentato due edizioni dei Campionati Mondiali di Calcio (2006 e 2010).
Ha vinto per 4 volte il Premio Mulher Imprensa (2008, 2009, 2014 e 2016).
Dal 2019 è uno dei volti di Globo Repórter.
Nel 2023 ha dato il suo appoggio alla causa LGBT, prendendo parte al ventisettesimo gay-pride brasiliano.

## Vita privata
Si è sposata in prime nozze col pianista-compositore e psicologo italobrasiliano Rod Abbamonte, dal quale ha divorziato nel 1992.
Dal 1994 è moglie di un altro italobrasiliano, il giornalista Ernesto Paglia, per molti anni suo collega a TV Globo. Nel 2003 è nata la loro unica figlia, Elisa Annenberg-Paglia.
Risiede a San Paolo.

## Filmografia

### Telenovelas e miniserie
- Chapadão do Bugre (1985) - miniserie
- Tarcísio & Glória (1988) - miniserie
- Pacto de Sangue (1989) - telenovela
- República (1989)	- miniserie
- L'amore vero non si compra (Cortina de Vidro, 1989) - telenovela
- A, E, I, O... Urca (1991) - miniserie

### Cinema
- Jogo da Memória (1992)

## Pubblicità (elenco parziale)
- Dan Up
- McDonalds
- US Top